# Juan Pablo Dotti
Juan Pablo Dotti (Buenos Aires, 24 juni 1984) is een Argentijns wielrenner die anno 2019 rijdt voor Sindicato de Empleados Públicos de San Juan.

## Carrière
In 2004 werd Dotti tweede in het nationale kampioenschap op de weg voor beloften, een jaar later won hij. In 2007 en 2008 reed hij voor Cinelli-Endeka-OPD. In het eerste jaar won hij één etappe in de Rnde van Navarra en twee in de Ronde van Venezuela. In oktober 2008 won hij een etappe in de Clásico Banfoandes.
In 2011 werd Dotti tijdens de Tulsa Tough betrapt op het gebruik van anabole steroïden en amfetamine, waarna hij door de Amerikaanse wielerbond voor twee jaar werd geschorst. Aangezien Dotti wedstrijden in Argentinië, waaronder het door hem gewonnen nationale kampioenschap, bleef rijden, werd zijn schorsing verlengd tot halverwege maart 2015.

## Overwinningen
2005
 Argentijns kampioen op de weg, Beloften
2007
9e etappe Ronde van San Juan
3e etappe Ronde van Navarra
1e etappe deel A en 11e etappe Ronde van Venezuela
2008
9e etappe Ronde van San Juan
5e etappe Clasico Ciclistico Banfoandes
2009
5e etappe Ronde van Uruguay
2010
8e etappe Ronde van San Juan
Eindklassement Ronde van San Juan
2011
7e etappe Ronde van San Juan
2012
 Argentijns kampioen op de weg, Elite
6e en 8e etappe Ronde van San Juan
Eindklassement Ronde van San Juan
2018
2e etappe deel B Ronde van Uruguay
2019
 Argentijns kampioen tijdrijden, Elite

## Teams
- 2007 –  Cinelli-Endeka-OPD
- 2008 –  Cinelli-OPD
- 2017 –  Sindicato de Empleados Públicos de San Juan
- 2018 –  Sindicato de Empleados Públicos de San Juan
- 2019 –  Sindicato de Empleados Públicos de San Juan

Bazhenov · Cavalli · Coletta · Dotti · Falzarano · Fanelli · Hristov · Kvatsjoek · Martínez · Montanari · Perez (1984) · Pugaci · Roedenko · Sjtsjebelin · Smirnov · Sobal · Torres · Urrea Vergara (stagiair)
Bernucci · Caddeo (stagiair) · Carriero · Cavalli · Ciccarese · Dotti · Falzarano · Fanelli · Kvatsjoek · Matvjejev · Mindlin · Perez (1984) · Jesús Perez (1981) · Pryshchepa · Sjtsjebelin · Sinicinas · Spadi · Szeghalmi · Wurf
Álvarez · Barrientos · Biondo · Díaz · Dotti · Ibarra · Javier · Muller · Najar · Olmos · Pérez · Quiroga · Rodríguez · Silva · Toloza